# Thomas Hearne
Thomas Eduardo Hearne es un deportista argentino, destacándose en carreras de automóviles.

## Biografía
Nació en Argentina (Capital Federal) el 6 de enero de 1940, desde niño tuvo afición y pasión por los automóviles mostrando a muy temprana edad su interés en las competencias automovilísticas.
Emigró al Perú en el año 1966 dedicándose a lo que ya hacía en Buenos Aires, automóviles. En este país su primera carrera fue Las Seis Horas Peruanas donde en el mes de septiembre del mismo año compitió con un Mercedes Benz “PAGODA”. Esta carrera se realizó en el Campo de Marte y fue desde entonces que no dejó de participar asiduamente en competencias hasta su retiro en el año 1987.
Practicó otros deportes como el Rugby, artes marciales y navegación a vela. Hoy en día sigue fiel al deporte practicando la caza, el golf y el tiro práctico con pistola, siendo también aviador civil.
A pesar de ser muy ordenado en su vida deportiva y en general, no tuvo la precaución de tener un récord de las carreras en las que participó y que aproximadamente fueron más de 100 de las cuales ganó unas cuarenta. 
Se trató de buscar en los archivos de los clubes organizadores de estos eventos automovilísticos pero después de cuarenta y tres años, algunos archivos ya no existen como el C.A.S. del cual Thomas fue presidente por un periodo. Como así tampoco se pudo encontrar la sede del Auto Club del Pacífico y por lo tanto no se recabó toda la información pretendida.
Tuvo la oportunidad de participar con su hermano e hijo en varios eventos, inclusive de ganar en conjunto algunos de ellos. Unas de sus características fue la presentación de sus automóviles de carrera; tenerlos listos para la largada con bastante anterioridad y tapados con una funda en los talleres esperando el momento para pasar revisión y entregarlos a parque cerrado (si es que lo había). No solamente condujo los automóviles de carrera, sino que también él mismo los preparaba, también organizaba la logística de las competencias lo cual era muy importante en las carreras de largo aliento (seis a siete días de duración), tarea que realizaba con mucha minuciosidad.
Entre los títulos Obtenidos están los siguientes:
- 1969 Campeón A.C.P.
- 1979 Campeón Turismo nacional C.A.S.
- 1980 Campeonato A.C.P.
- 1981 Campeonato, Federación Peruana de Automovilismo Deportivo,
- 1984 (10 de marzo) Círculo De Periodistas deportivos del Perú, obtuvo distinción como el mejor deportista en Automovilismo.

Entre otros, algunos Subcampeonatos como ser dos veces SUB campeón de la federación:
- 1977 Subcampeonato Nacional C.D.N.A. (Actualmente Federación Peruana de Automovilismo).
- 1978 Subcampeonato Nacional C.D.N.A. (Actualmente Federación Peruana de Automovilismo).

## Competencias ganadas

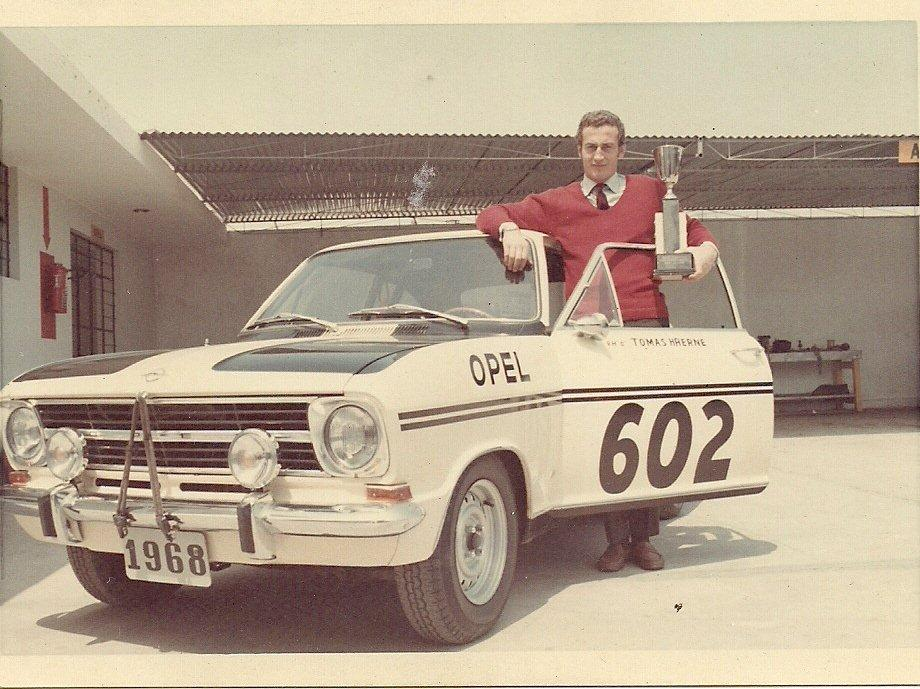
Thomas Eduardo Hearne ganador Variante de Uchumayo, año 1968.

- 1967 Jauja Ford Lotus Cortina Coequiper G. Valerius
- 1968 Premio Arnaldo Alvarado, carrera ganada 14/Jul/1968
- 1968 Variante de Uchumayo Opel Kadett 18/Ago/1968
- 1969 Norperuana Trujillo-Piura-Trujillo Opel Rekord Coupe Copiloto Carlos Ríos 6/Jul/1969
- 1969 Caminos del Inca Opel Rekord Coupe, la copiloto Roly Loayza
- 1970 Gran Premio "Ayuda Internacional" Circuito Collique, Opel Kadett, 5/Jul/1970
- 1971 500Km del Mantaro, Opel Kadett Rally 1900
- 1971 Circuito Parque Industrial Arequipa, Opel Kadett 2000C.C.
- 1972 Circuito Parque industrial Arequipa Opel Kadett 2000C.C. 10/Ago/1972 (54 vueltas)
- 1976 Circuito Santa Rosa Toyota 1700C.C. primera carrera después de prohibición.
- 1978 Lima-Arequipa-Lima "Premio Presidente de la República" Copiloto J.P. Piaget
- 1978 Caminos del Inca Toyota 2000C.C. Copiloto Miguel Rubini
- 1978 Rallye Manchay Toyota 2000C.C. Copiloto Miguel Rubini.
- 1978 6 horas Datsun, Toyota2000C.C.
- 1978 Circuito, Aeródromo Collique. Toyota 2000C.C.
- 1979 3 Horas de Arica Autódromo las Machas CAMARO Coequiper Coco Murillo
- 1979 Rallye de Zúñiga, Toyota 1700C.C. Copiloto J.P. Piaget
- 1979 Variante de Pasamayo "Premio Ejército Peruano" Copiloto, Miguel Rubini Toyota
- 1979 Lima-Arequipa-Lima, "Premio Presidente de la República" Copiloto J.P.Piaget Toyota
- 1979 3 Horas Campo de Marte Toyota Corolla 1600C.C. Coequiper R. Lainez, Toyota Corolla
- 1979 Rallye Nocturno Manchay Copiloto Pablo Araneta. Toyota 1700C.C.
- 1980 Rallye Oxapampa Toyota 1700 copiloto Clever Shereiber.
- 1980 Caminos del Inca, Toyota 2000.C.C. Copiloto Luis Huaco
- 1981 Rallye "Callejón de Huaylas" Célica Codasur Copiloto Juan Carlos Damis
- 1981 Lima-Pucallpa-Lima "Premio Presidente de la República" Copiloto Juan Carlos Damis. Celica codasur
- 1981 Caminos del Inca, Celica codasur Copiloto Augusto Rubini Toyota 2000C.C.
- 1982 6 horas Peruanas Toyota Corolla 1.600
- 1982 Rallye Clausura Toyota Celica
- 1983 "Marginal de la Selva" Célica G4 Copiloto G. Readher
- 1984 Lima-Huaraz-Lima, Celica G4, Copiloto Miguel Rubini
- 1984 6 horas Peruanas Toyota Codasur Coequiper Ricardo Dasso
- 1984 Premio Almirante Grau
- 1984 Rallye "Presidente de la República" Lima-Pucallpa-Lima Copiloto George Readher, Celica G.4
- 1985 Lima-Huaraz-Lima, Celica G4
- 1985 Rallye Zúñiga Celica G4 G. Readher Celica G.4
- 1985 Rallye Lima-Oxapampa-Lima Copiloto Carlos Aservi Celica G.4
- 1985 Premio Los Libertadores, coequiper Ricardo Dasso. 21 de junio de 1985.
- 1986 Rallye Lima-Huaraz-Pativilca–Lima, Copiloto Carlos Aservi Celica G.4
- 1986 Rallye "Presidente de la República" Lima-Pucallpa-Lima Copiloto George Readher
- 1986 Mollendo-Arequipa-Mollendo Copiloto E. Hearne
- 1986 6 horas Peruanas, Santa Rosa Coequiper E. Hearne Toyota2000
- 1986 3 horas Peruanas, Santa Rosa Coequiper E. Hearne Toyota2000

Aquí cabe destacar que Thomas Hearne ganó una de la más importantes carreras de mayor trascendencia en Perú y es "Caminos del Inca" en los años 1969, 1978, 1980 y 1981. En esta carrera se pone a prueba la destreza de los pilotos y la resistencia de los autos.

También fue cinco veces ganador de otra importante carrera en Perú y es "Premio Presidente de la República" en los años 1978, 1979, 1981, 1984 y 1986.

Su enorme experiencia lo hizo cuatro veces ganador de "Las 6 Horas Peruanas" en los años 1978, 1982, 1985 y 1986, así como también cuatro veces ganador de las Tres Horas en 1979 (Arica), 1979 (Campo de Marte), 1985 y 1986 (Santa Rosa).

Otro de sus logros fue el haber ganado "La Marginal de la Selva" en el año 1983 (esta carrera solo se realizó tres ediciones).

Estas carreras ganadas por Thomas Hearne son las más emblemáticas y de mayor trascendencia en Perú.

Aparte de estas competencias hay bastantes podios de diferentes, carreras y títulos de campeonatos.

## Otros podios
- 1966 "Las 6 Horas Peruanas", 3.er puesto, 18/Set/1966
- 1967 "Semana del Cuzco" Circuito Velasco Astete, 3.er puesto, 29/Jun/1967
- 1968 XXIII Premio "Presidente de la República", 3.er puesto, 1/May/1968
- 1970 Mollendo-Arequipa-Mollendo, 3.er puesto, Opel Rally 1900, 12/Ene/1970
- 1970 Rallye "Ruta de los Libertadores", 3.er puesto, 16/Ago/1970
- 1971 Mollendo-Arequipa-Mollendo, 2do puesto, Opel Rally 1900, 10/Ene/1971
- 1971 Premio "Presidente de la República", 2do puesto, Jun/1971
- 1971 VI Edición "Caminos del Inca", 3.er puesto, Set/1971
- 1972 Lima-Tacna-Lima, Premio "Presidente de la República", 2do puesto
- 1973 Mollendo-Arequipa-Mollendo, 3.er puesto, Torino 380W, 14/Ene/1973
- 1973 Lima-Arequipa-Lima, 2do puesto, Torino 380W
- 1973 Variante de Pasamayo, 3.er puesto, Torino 380W
- 1976 Autódromo Hermanos Gálvez, Bs.As., 3.er puesto, Thomas Hearne-Juan Manuel Massey (coequiper) 12 horas, Fiat-Iava.
- 1976 Lima-Tacna-Lima, Gran Premio "Ejercito Peruano", 2do puesto, Dic/1976
- 1977 Ciudad Arequipa-Jochamowitz, 2do puesto, Toyota Corona, 14/Ago/1977
- 1977 X Edición "Caminos del Inca", 2do puesto, Oct/1977
- 1977 "Las 6 Horas Peruanas" (Campo de Marte), 3.er puesto, Thomas Hearne - Jean Pierre Piaget
- 1979 Valle Sagrado del Cuzo, 2do puesto, Toyota, navegante Pablo Araneta
- 1979 "55 Aniversario T.A.C.P.", 2do puesto, May/1979
- 1979 Ciudad Arequipa-Jochamowitz, 2.º puesto, Toyota Corona, 15/Ago/1979
- 1979 "Las 6 Horas Peruanas", 3.er puesto, 25/Nov/1979
- 1980 Rallye "Cañete", 2.° puesto, febrero de 1980
- 1980 Rallye "San Juan", 2.° puesto, mayo de 1980
- 1980 Rallye Lima-Arequipa-Lima, 3.er puesto, Thomas Hearne - Pablo Araneta (navegante), junio 17/1980
- 1981 "Tres Horas Peruanas", 2.° puesto, 14 de junio de 1981
- 1982 Gran Premio "Marginal de la Selva '82", 3.er puesto, septiembre de 1982.
- 1983 Lima-Arequipa-Lima, Premio "Arturo Field", 2.° puesto, Toyota Corolla, 16/Abr/1983
- 1984 Santa Rosa "100Km Pro Damnificados", 2do puesto, Toyota Corolla 1600
- 1984 "Gran Rallye de la Cordillera", 2do puesto, 1/Nov/1984
- 1986 "Tres Horas de Trujillo", 3.er puesto, Jul/1986
- 1986 "Rallye Asociación Automotriz del Perú", 2do puesto, 14/Dic/1986

Estas imágenes han sido cedidos por Thomas Hearne para la presente publicación.

| |
| Primera carrera de Thomas Hearne en el Perú, 6 horas en Campo de Marte año 1966, con Mercedes Benz 230. |

|                                                                           |
| Premio Arnaldo Alvarado 14 de julio de 1968, copa ganada en su categoría. |

|                                                                                        |
| Carrera "NorPeruana" 6 de julio de 1969, ganador Thomas Hearne y copiloto Carlos Ríos. |

|                                             |
| Caminos del Inca 1969, entrando a Arequipa. |

|                                                          |
| Premio Presidente de la República 1972, Lima-Tacna-Lima. |

|                                                                   |
| Esto es la largada en la Variante de Pasamayo, 1973, 3.er puesto. |

|                                                                                      |
| Prototipo Peruano 6 horas peruanas PROTREX, Coequiper Pablo Araneta. Agua Dulce 1973 |

|                                                                |
| Lima-Arequipa-Lima 1973, copiloto Pablo Araneta, TORINO 380 W. |

|                                                             |
| Santa Rosa 1976, primera carrera después de la prohibición. |

|                                                                           |
| Santa Rosa 1976, ganador Thomas Hearne, foto tomada terminada la carrera. |

|                                                           |
| Autódromo Hermanos Gálvez - Buenos Aires, 12 horas, 1976. |

|                                                                        |
| Autódromo Hermanos Gálvez - Buenoss Aires, 12 horas, la llegada, 1976. |

|                        |
| Caminos del Inca 1977. |

|                                                                        |
| Caminos del Inca 1978: último abastecimiento para terminar la carrera. |

|                       |
| Caminos del Inca 1978 |

|                                                                      |
| Premio "Ciudad de Arequipa" 1978, en el circuito Arturo Jochamowich. |

|                                 |
| Caminos del Inca 1979: Largada. |

|                                                                                      |
| Caminos del Inca 1980, fue una carrera llena de barro y lluvias. Ganador en CODASUR. |

|                        |
| Caminos del Inca 1980. |

|                                   |
| Cruzando Ticlio a 4800 m s. n. m. |

|                                    |
| Circuito Santa Rosa 1981, CODASUR. |

|                                                                                     |
| Caminos del Inca 1981, ganador Thomas Hearne, copiloto Augusto Rubini en Codasur C. |

|                                                                         |
| Caminos del Inca 1981, ganador Thomas Hearne y copiloto Augusto Rubini. |

|                                                                        |
| Marginal de la Selva: subiendo a la balsa para cruzar el río Huallaga. |

|                                                               |
| Marginal de la Selva: Thomas Hearne y copiloto Miguel Rubini. |

|                                                                            |
| Marginal de la Selva 1983, ganador Thomas Hearne y copiloto Jorge Readher. |

| |
| Trofeo de plata de la carrera "Marginal de la Selva" que ganó Thomas Hearne, entregado y firmado por el presidente de la República Arq. Fernando Belaúnde Terry. |

|                                                                                        |
| Rally Lima-Huaraz-Pativilca-Lima 1986, ganador Thomas Hearne y Copiloto Carlos Aservi. |

|                                               |
| 6 Horas Peruanas 1986. Ganador Thomas Hearne. |

|                                                                     |
| 6 Horas Peruanas 1986. Podio de ganadores coequiper Eduardo Hearne. |

## Galería de fotos
La presentación de esta galería de fotos es gracias a los archivos guardados y prestados por Thomas Eduardo Hearne para esta publicación. Todos son auténticamente genuinos y son parte de su colección privada.

| |
| Licencia de piloto Aviador Civil otorgado por la República Argentina a Thomas Hearne. 27 de octubre de 1958. |

| |
| Licencias F.I.A. otorgadas a Thomas Hearne, requisito indispensable para poder competir. Corresponden a los años 1968 y 1971. |

| |
| Esta foto corresponde a la premiación hecha por el presidente de la República del Perú Arq. Fernando Belaúnde Terry a Thomas Hearne. |

|                                                                                                |
| Certificado de "Patrón de Yate" otorgado por el Ministerio de Marina de la República del Perú. |

|                                                                                      |
| Un telegrama de felicitación para Thomas Hearne por una victoria. 5 de mayo de 1984. |

| |
| Premiación del "Premio Los Libertadores" a cargo del periodista deportivo Luis "Lucho" Izusqui. Nuevamente triunfo de Thomas Hearne y coequiper Ricardo Dasso. En segundo lugar a la dupla Porcari-Galetti y en tercer lugar a Ljubica Nadramia. 21 de junio de 1985. |

| |
| Palabras de introducción para un evento de despedida dedicado a Thomas Hearne. 10 de abril de 1987. |

| |
| Invitación para la despedida de Thomas Hearne realizado en las instalaciones de un lujoso restaurante de aquella época. 10 de abril de 1987. |

## Diplomas
La presentación de esta galería de imágenes que corresponden a diplomas recibidos por haber ocupado podios es gracias a la colección personal de Thomas Eduardo Hearne para esta publicación. Todos son auténticamente genuinos y son parte de su colección privada. En algunas imágenes se pueden notar el deterioro de ellas por el paso de los años

|                                              |
| 3.er puesto en las "6 Horas Peruanas", 1966. |

|                                       |
| 3.er puesto "Semana del Cuzco", 1967. |

|                                                        |
| 3.er puesto Premio "Presidente de la República", 1968. |

|                                                      |
| 3.er puesto "Rallye Ruta de los Libertadores", 1970. |

|                                            |
| 2do puesto "Centenario de Mollendo", 1971. |

|                                                       |
| 2do puesto Premio "Presidente de la República", 1971. |

|                                          |
| 3.er puesto en "Caminos del Inca", 1971. |

|                                                  |
| 2do puesto Gran Premio "Ejercito Peruano", 1976. |

|                                               |
| 2do puesto Premio "Ciudad de Arequipa", 1977. |

|                                         |
| 2do puesto en "Caminos del Inca", 1977. |

|                                                                          |
| Diploma otorgado por la CDNA por obtener el Subcampeonato Nacional 1977. |

|                                                                          |
| Diploma otorgado por la CDNA por obtener el Subcampeonato Nacional 1978. |

|                                             |
| 2do puesto "55 Aniversario T.A.C.P.", 1979. |

|                                       |
| 3.er puesto "6 Horas Peruanas", 1979. |

|                                   |
| 2do puesto "Rallye Cañete", 1980. |

|                                     |
| 2do puesto "Rallye San Juan", 1980. |

|                                         |
| 2do puesto "Tres Horas Peruanas", 1981. |

|                                                          |
| 3.er puesto en Gran Premio "Marginal de la Selva", 1982. |

|                                         |
| 2do puesto Premio "Arturo Field", 1983. |

|                                                  |
| 2do puesto "Gran Rallye de la Cordillera", 1984. |

|                                         |
| primer puesto en "Rallye Huaraz", 1985. |

|                                          |
| 3.er puesto "3 Horas de Trujillo", 1986. |

|                                                              |
| 2do puesto en "Rallye Asociación Automotriz del Perú", 1986. |

|                                                     |
| Diploma otorgado por el IPD a su trayectoria, 1987. |